# ساندرو توماش
ساندرو توماش (به انگلیسی: Sandro Tomaš) (زادهٔ ۹ اکتبر ۱۹۷۲) شناگر اهل کرواسی است.